# Joseph Shimmon
Joseph Malek Shimmon (ur. 4 lipca 1894 w Urmii, zm. 9 lutego 1992 w Modesto) – amerykański zapaśnik walczący w stylu wolnym. Olimpijczyk z Antwerpii 1920, gdzie zajął piąte miejsce w wadze lekkiej.
Zawodnik Columbia University.

## Letnie Igrzyska Olimpijskie 1920
| Konkurencja        | Rundy eliminacyjne    | Klas. końcowa |
| Konkurencja        | Ćwierćfinał           | Miejsce       |
| ------------------ | --------------------- | ------------- |
| 67,5 kg styl wolny | Kalle Anttila (FIN) P | 5.            |